# КК Телеком баскетс Бон
КК Телеком баскетс Бон (енгл. Telekom Baskets Bonn) немачки је кошаркашки клуб из Бона. У сезони 2022/23. такмичи се у Бундеслиги Немачке и у ФИБА Лиги шампиона.

## Историја
Клуб је основан 1992. године као КК Бон 92, али већ 1995. уговара спонзорство са фирмом Дојче телеком и добија данашњи назив. Пласман у Бундеслигу Немачке изборио је 1996. године и од тада је њен редован учесник. Није освојио ниједну титулу, али је пет пута био вицепрвак државе, а такође и три пута финалиста националног купа.
На међународну сцену први пут је изашао у сезони 1997/98. учешћем у Купу Радивоја Кораћа. У Купу Рајмунда Сапорте највећи успех било је четвртфинале (сез. 2000/01. и 2001/02). Иако је највише сезона одиграо у Еврокупу, ниједном није успео да прође прву групну фазу. У Еврочеленџу најдаље је стизао до четвртфинала (сез. 2008/09. и 2012/13).

## Успеси

### Национални
- Првенство Немачке:
  - Вицепрвак (5): 1997, 1999, 2001, 2008, 2009.

- Куп Немачке:
  - Финалиста (3): 2005, 2009, 2012.

- Суперкуп Немачке:
  - Финалиста (1): 2009.

### Међународни
- ФИБА Лига шампиона:
  - Победник (1): 2023.

- Интерконтинентални куп:
  - Финалиста (1): 2023 (II).

## Учинак у претходним сезонама
| Сез.     | Првенство Немачке | Куп Немачке   | Европско такмичење                 |
| -------- | ----------------- | ------------- | ---------------------------------- |
| 2007/08. | Вицепрвак         | —             | —                                  |
| 2008/09. | Вицепрвак         | Финалиста     | Еврочеленџ — Четвртфинале          |
| 2009/10. | Четвртфинале ПО   | Четвртфинале  | Еврокуп — Топ 32                   |
| 2010/11. | 13. место         | —             | Еврочеленџ — Топ 32                |
| 2011/12. | Четвртфинале ПО   | Финалиста     | Еврочеленџ — Топ 16                |
| 2012/13. | Четвртфинале ПО   | —             | Еврочеленџ — Четвртфинале          |
| 2013/14. | Четвртфинале ПО   | Четвртфинале  | Еврокуп — Прва фаза                |
| 2014/15. | Четвртфинале ПО   | Полуфинале    | Еврокуп — Прва фаза                |
| 2015/16. | 11. место         | —             | Еврокуп — Прва фаза                |
| 2016/17. | Четвртфинале ПО   | Четвртфинале  | ФИБА Куп Европе — Полуфинале       |
| 2017/18. | Четвртфинале ПО   | —             | ФИБА Лига шампиона — Групна фаза   |
| 2018/19. | Четвртфинале ПО   | Полуфинале    | ФИБА Лига шампиона — Групна фаза   |
| 2019/20. | 15. место         | Четвртфинале  | ФИБА Лига шампиона — Осмина финала |
| 2020/21. | 13. место         | Групна фаза   | —                                  |
| 2021/22. | Полуфинале ПО     | Осмина финала | —                                  |
| 2022/23. | Вицепрвак         | Осмина финала | ФИБА Лига шампиона — Победник      |
| 2023/24. | Четвртфинале ПО   | Четвртфинале  | ФИБА Лига шампиона — Четвртфинале  |

## Познатији играчи
- Ендру Визнески
- Римантас Каукенас
- Џамел Маклин
- Александар Ћапин